# 15 cm K 39
Il 15 cm Kanone 39, abbreviato in 15 K39, era un cannone pesante tedesco utilizzato dalla Wehrmacht durante la seconda guerra mondiale.

## Storia
L'arma fu progettata da Krupp alla fine del 1930 come cannone bivalente campale pesante e da costa per la Turchia. Solo due esemplari furono consegnati prima dello scoppio della seconda guerra mondiale nel 1940, quando la produzione fu dirottata a favore dello Heer. Nella campagna di Francia il cannone equipaggiava solo l'Artillerie-Batterie 698 indipendente. Per l'Operazione Barbarossa il cannone serviva nei Artillerie-Abteilungen 680, 731, 740 e 800. L'anno successivo, alla grande offensiva dell'Operazione Blu il cannone partecipava con i Artillerie-Abteilungen 511, 620, 680, 767 e 800.

## Tecnica
La canna era lunga 55 calibri, con un ordine di cerchiatura, ed era dotata di otturatore a cuneo orizzontale. La bocca da fuoco, con freno di sparo idropneumatico, era incavalcata su un affusto ruotato a code divaricabili. Per l'installazione costiera il cannone era dotato di una elaborata piattaforma di tiro mobile: questa era costituito da una piattaforma centrale, unita da 12 tiranti radiali ad un anello esterno; l'affusto poggiava sulla piattaforma esterna mentre le code, bloccate in posizione di chiusura, poggiavano su un carrello che scorreva sull'anello esterno, permettendo il brandeggio del pezzo su 360°. Il puntamento di precisione avveniva poi sull'affusto, su un settore di 6°. Per l'uso campale, senza piattaforma, le code d'affusto venivano divaricate, poggiando sui vomeri e ampliando il settore di puntamento orizzontale a 60°.
Per il trasporto il pezzo veniva disassemblato in due carichi, uno costituito dall'affusto ruotato ed uno costituito dalla canna, trasportata su un'apposita vettura. Una terza vettura trasportava eventualmente la piattaforma di tiro.
Il K 39 sparava sia le munizioni del 15 cm K 18 che munizioni specificatamente progettate secondo le specifiche turche.